# Eschert
Eschert es una comuna suiza del cantón de Berna, situada en el distrito administrativo del Jura bernés. Tiene una población estimada, a fines de 2020, de 377 habitantes.
Limita al norte con Belprahon, al este con Grandval, al sur con Gänsbrunnen (SO) y Court, y al oeste con Moutier.

## Historia
De 1797 a 1815, Eschert perteneció a Francia, dentro del departamento de Monte Terrible y a partir de 1800, del departamento del Alto Rin, al cual el departamento de Monte Terrible fue anexado. En 1815, luego del Congreso de Viena, el territorio del antiguo Obispado de Basilea fue atribuido al cantón de Berna. Actualmente la comuna hace parte de la región del Jura bernés, la parte francófona del cantón de Berna.

## Transporte
- Línea de autobús desde Moutier.
- Autopista A16: salida 13, Moutier-Nord.